# Caius Septicius Clarus
Caius Septicius Clarus est un haut chevalier romain, préfet du prétoire sous Hadrien avant d'être démis de ses fonctions et de rester en disgrâce. Il est un des plus influents protecteurs et amis de Pline le Jeune et de Suétone.

## Relations

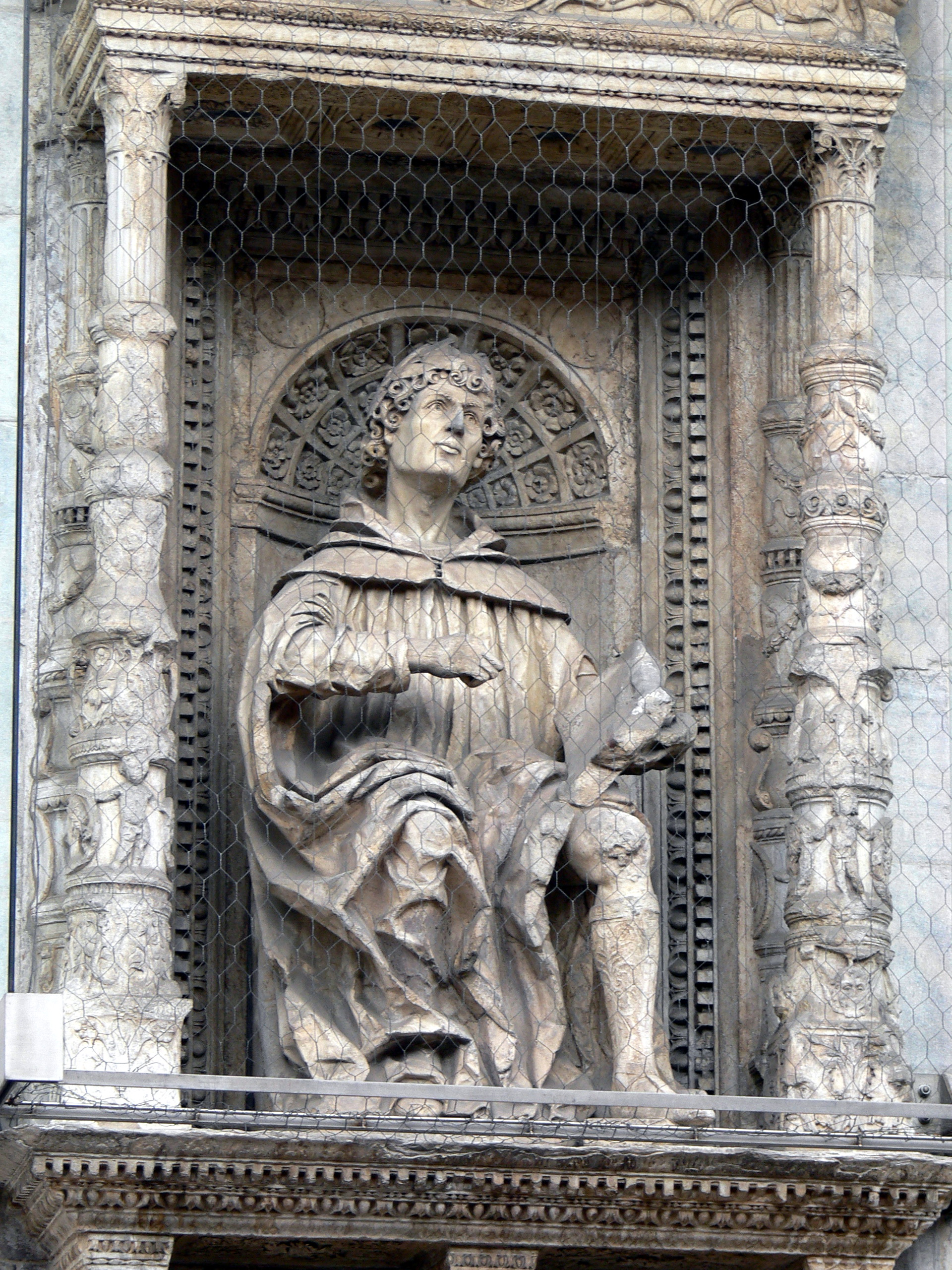
Statue de Pline le Jeune sur la façade de la cathédrale de Santa Maria Maggiore à Côme en Italie.

Il est considéré comme le mécène des auteurs de « l’âge d'argent » Pline le Jeune et Suétone, qui entretiennent avec lui d'étroites relations d'amitié.
Dans la première lettre de sa fameuse collection de correspondance, les Lettres, Pline crédite Septicius Clarus de ses constantes exhortations pour le motiver à recueillir et publier ses lettres :

« Vous m'avez souvent pressé de rassembler et de donner au public les lettres que je pouvais avoir écrites avec un peu d'application. Je vous en présente un recueil. »

— Pline le Jeune, Lettres, I, 1.
Il est un des plus fréquents destinataires de ces lettres. Par ailleurs, Pline a obtenu de l'empereur Trajan une place au Sénat pour le neveu de Septicius, Sextus Erucius Clarus, via la questure et il le soutient pour se présenter au tribunat de la plèbe. L'amitié intime entre les deux est évidente dans une autre lettre où Pline réprimande, de manière espiègle, Septicius, de ne pas être venu à un dîner somptueux qu'il lui avait préparé et qu’il lui décrit par le menu.
Dans une autre de ses lettres, Pline décrit Septicius Clarus en ces termes :

« Il est la vérité, la franchise, la candeur et la fidélité même. »

— Pline le Jeune, Lettres, II, 9.
À la mort de Pline le Jeune, en 113, Suétone se l'attache comme nouveau protecteur. Septicius Clarus lui obtient, sous Hadrien l'importante fonction de secrétaire ab epistulis latinis (c'est-à-dire responsable de la correspondance de l'empereur en langue latine). Cette charge permet notamment à Suétone d'avoir accès aux archives impériales. Entre 119 et 122, paraît l’œuvre de biographies des premiers empereurs, la Vie des douze Césars, point culminant de sa carrière, qu'il dédie à son protecteur Septicius Clarus.

## Préfet du prétoire

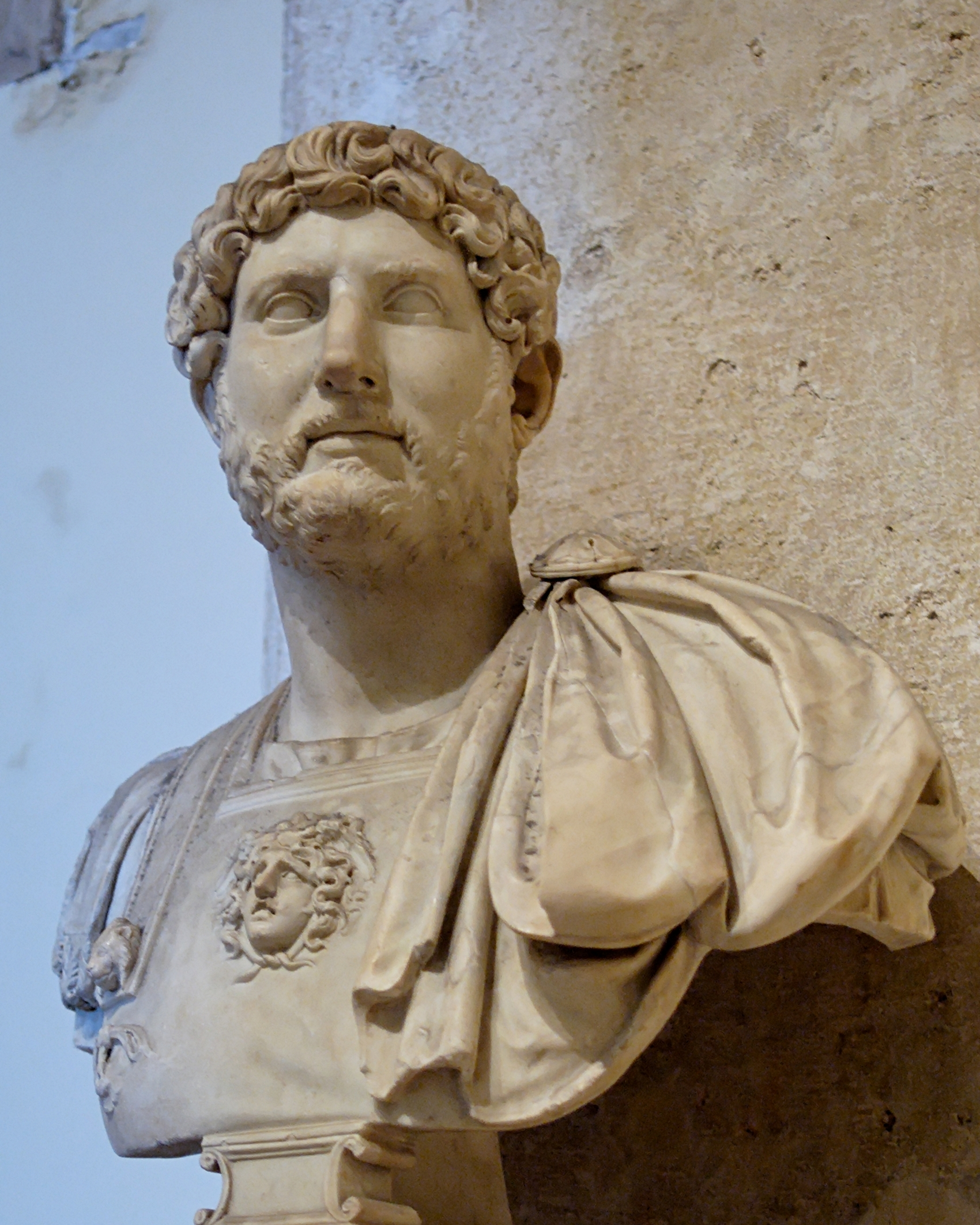
L'empereur Hadrien (117 à 138).

La carrière de Septicius Clarus est cependant très largement inconnue.
Peu de temps après l'avènement de l'empereur Hadrien, son expérience et sa carrière lui permettent d'être nommé au poste de préfet du prétoire avec Quintus Marcius Turbo, remplaçant le trop puissant Publius Acilius Attianus.
L'année de début de sa préfecture du prétoire varie selon les hypothèses de carrière de son collègue Turbo : dès 118-119,, ou peut-être qu'en 120-121, 123 voire 125.
Cependant, quelques années plus tard, Septicius est démis de son poste, l’Histoire Auguste nous rapportant que l'empereur allègue un manquement à l'étiquette de la cour vis-à-vis de l'impératrice Sabine. Son ami, l'historien Suétone, alors à la tête de la chancellerie impériale, est démis lui aussi pour les mêmes raisons. La formulation utilisée dans l’Histoire Auguste laisse les historiens perplexes, et il est possible que cela fasse suite à des intrigues à la cour impériale.
On considère généralement l'année de ce renvoi à 122 lorsque l'on considère qu'il est entré en fonction en 118-119 au plus tard,. Mais selon les autres hypothèses, notamment pour une prise de fonction tardive en 123-125, l'année de disgrâce serait à dater de 128.
Il reste ensuite en disgrâce tout au long du règne de l'empereur Hadrien.

## Famille
La famille de Septicius est importante à Rome tout au long du IIe siècle :
- son frère, Marcus Erucius Clarus, accompagne l'empereur Trajan dans ses campagnes contre les Parthes, et il conquiert et brûle la cité de Séleucie en 115, puis est consul suffect en 117[14].
- son neveu, Sextus Erucius Clarus, est deux fois consul, la deuxième fois éponyme en 146, et aussi préfet de Rome (sur une période comprise entre 138 et 146)[14].
- Caius Erucius Clarus, sans doute fils ou petit-fils du précédent, est consul éponyme en 170[14].
- Caius Iulius Erucius Clarus Vibianus, probablement fils du précédent, est aussi consul éponyme, en 193[14].